# Jeunes filles impudiques
Pour plus de détails, voir Fiche technique et Distribution.
Jeunes filles impudiques est un film français de Jean Rollin sorti en 1973.

## Synopsis
Deux jeunes femmes pénètrent dans une maison de campagne qui semble abandonnée. Elles se retrouvent bientôt confrontées à une bande de braqueurs.

## Histoire
Jean Rollin utilise le pseudonyme de Michel Gentil pour signer sa réalisation, comme il le fait alors pour tous les films alimentaires qu'il préfère séparer de son œuvre personnelle.
Joëlle Cœur fait ici sa première apparition dans un film de Jean Rollin (avant Tout le monde il en a deux et Les Démoniaques).

## Fiche technique
- Titre : Jeunes filles impudiques
- Réalisation : Jean Rollin  (comme Michel gentil)
- Photographie : Jean-Jacques Renon  (comme Oscar Lapin)
- Caméra : Claude Becognée
- Musique : Pierre Raph
- Producteur délégué : Lionel Wallmann
- Genre : érotique / comédie / action
- Durée :  74 minutes
- Format : couleur 35 mm
- Pays :  France
- Date de sortie :  Mai 1973

## Distribution
- Joëlle Cœur : Monica
- Gilda Arancio (comme Gilda Stark) : Jackie
- Marie-Hélène Règne : Béatrice
- Reine Thirion : l'assistante du détective
- François Brincourt : le détective privé
- Willy Braque : Fred, le chef de la bande
- Pierre Julien : le second bandit
- Jean Rollin : le voleur